# アポロン・スミルニFC
アポロン・スミルニFC（ギリシア語: ΠΑΕ Απόλλων Σμύρνης, 英語: Apollon Smyrnis Football Club）は、ギリシャ・アテネを本拠地とするサッカークラブチーム。
総合スポーツクラブ・GSアポロン・スミルニのサッカー部門であり、他にバスケットボール、バレーボール、ウォーターポロなどの部門がある。
設立は1891年で、ギリシャ国内で最古のスポーツクラブの一つである。

## タイトル

### 国内タイトル
- フットボールリーグ : 5回
  - 1970, 1973, 1975, 2013, 2017

- ガンマ・エスニキ : 1回
  - 2012

- デルタ・エスニキ : 1回
  - 2010

### 国際タイトル
なし

## 欧州の成績
| シーズン | 大会       | ラウンド | 対戦相手                 | ホーム | アウェー | 合計 |  |
| -------- | ---------- | -------- | ------------------------ | ------ | -------- | ---- |  |
| 1995–96  | UEFAカップ | 1回戦    | オリンピア・リュブリャナ | 1–0    | 1–3      | 2–3  |  |

## 歴代所属選手

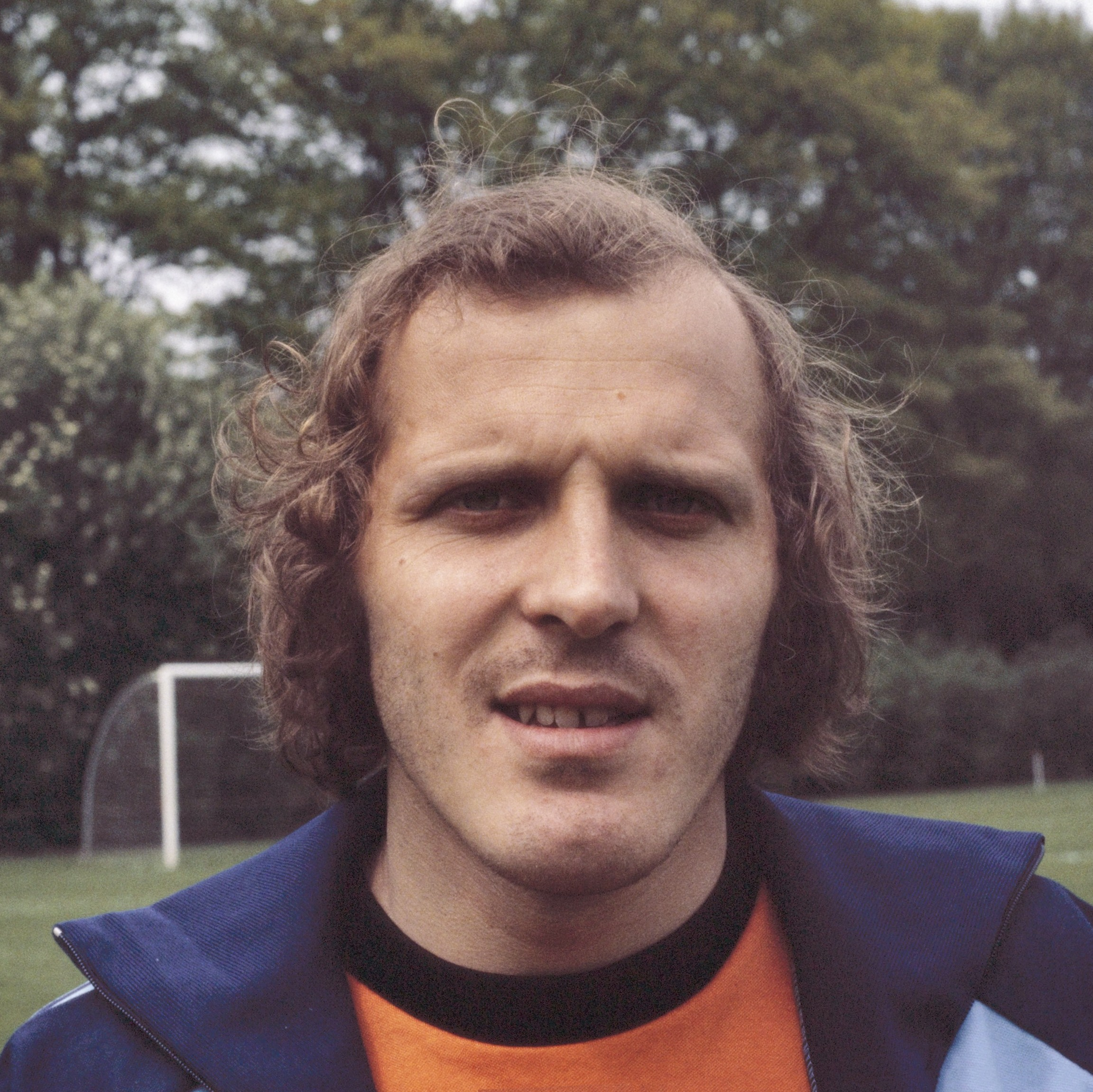
レネ・ファン・デ・ケルクホフ
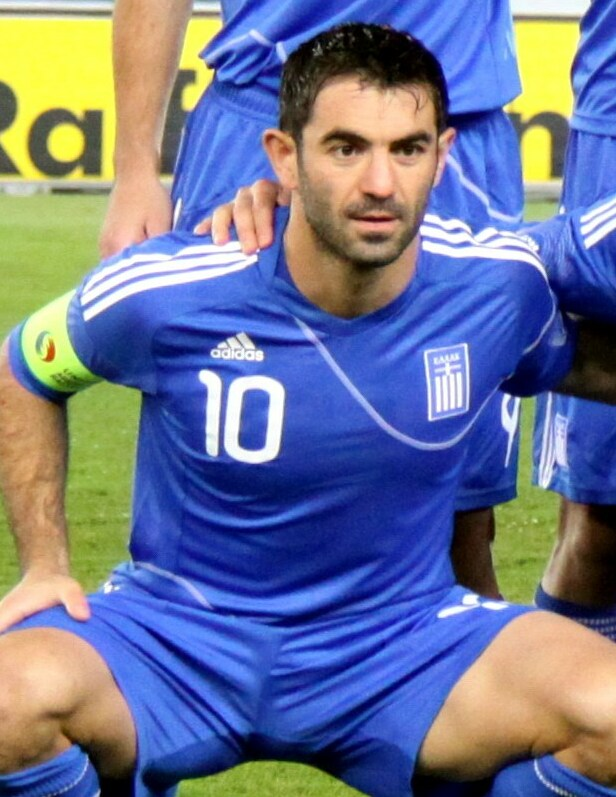
ギオルゴス・カラグーニス
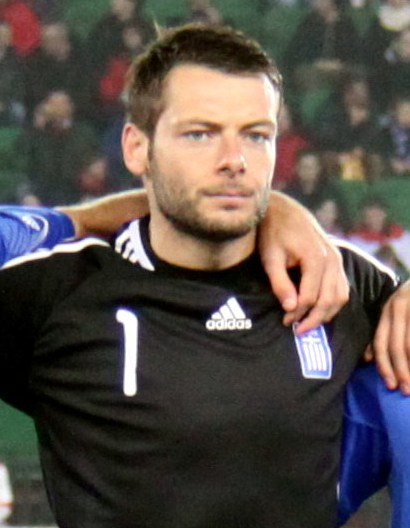
アレクサンドロス・ツォルヴァス